# Jermakovszkojei járás
A Jermakovszkojei járás (oroszul: Ермаковский район) Oroszország egyik járása a Krasznojarszki határterületen. Székhelye Jermakovszkoje.

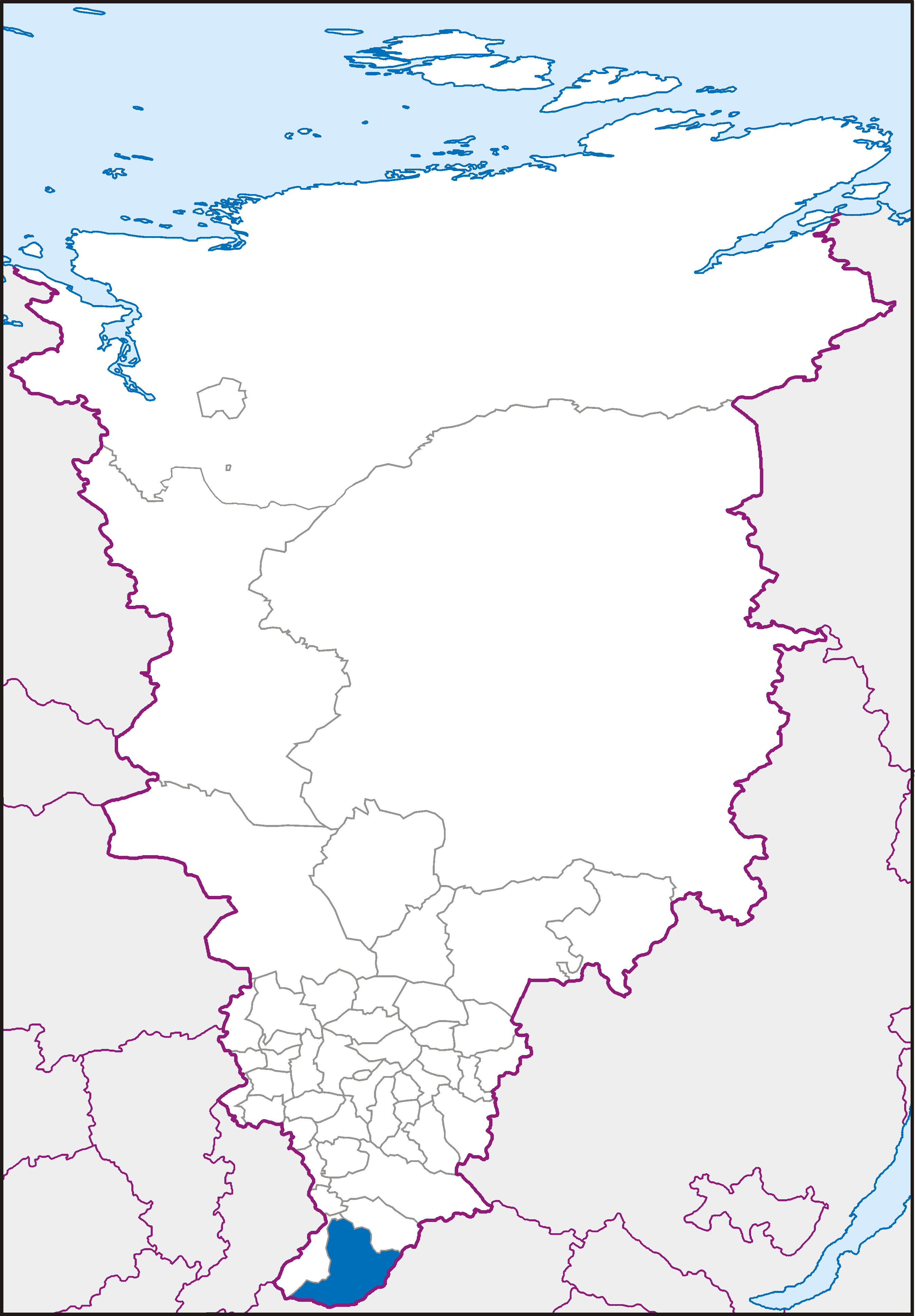
A Jermakovszkojei járás a Krasznojarszki határterületen

## Népesség
- 1989-ben 23 043 lakosa volt.
- 2002-ben 23 202 lakosa volt.
- 2010-ben 20 927 lakosa volt.